# District de Minaminaka
Minaminaka-gun (南那珂郡) était un district de la préfecture de Miyazaki, au Japon. 

## Géographie

### Démographie
En 2007, le district de Minaminaka avait une population de 15 986 habitants, répartis sur une superficie de 241,66 km2 (densité de population de 66 hab./km2).

## Histoire
Le 30 mars 2009, les bourgs de Kitagō et Nangō furent intégrés à la ville de Nichinan. Le district de Minaminaka fut alors dissout.

## Anciennes municipalités du district
- Kitagō
- Nangō